# Alopecosa etrusca
Alopecosa etrusca là một loài nhện trong họ Lycosidae.
Loài này thuộc chi Alopecosa. Alopecosa etrusca được Lugetti & Tongiorgi miêu tả năm 1969.